# 그리샤 예거
그리샤 예거(일본어: グリシャ・イェーガ 구리샤 예가[*], 독일어: Grisha Jäger, 영어: Grisha Yeager)는 진격의 거인의 등장인물이자 에렌 예거의 아버지이다. 806년 의사인 예거씨의 장남으로 태어났다. 817년 11살 때 여동생 페이 예거를 대리고 수용소 밖에 나가 비행선을 구경하다가 군인들에게 폭행당했다. 18세에 아버지의 병원을 물려받을 때 에르디아 복권파였던 그라이스에게 그때 실종된 여동생의 참혹한 죽음을 전해듣고 분노해 에르디아 복권파에 가담하였다. 19세때 다이나 프리츠와 결혼하여 아들인 지크 예거를 낳았다. 832년, 아들 지크 예거가 마레 당국에 복권파를 고발해 낙원행을 당하였으나 극적으로 살아남아 에렌 크루거에게서 진격의 거인을 계승하게 된다. 832년 벽 안으로 들어와 카를라 예거와 결혼하였고 835년 아들인 엘런 예거를 낳았다.

## 정보
그리샤 예거는 817년부터 832년까지 약 15년간 레벨리오 수용구에서 의사로 지내왔다. 아들인 엘런 예거가 상이병사로 위장했을 때 입원하기도 했었던 병원에서 근무했다. 또한 그의 아버지인 예거씨는 그가 근무하는 병원의 원장이었다. 벽 안에서도 의사직을 유지하며 살았다. 내지로 근무를 나갔으며 벽의 왕을 진료하기도 한 것으로 봐서 벽 안에서의 의술은 매우 뛰어났던 것으로 보인다. 시간시나구에서 돌림병이 돌았을 때 약을 만들어 수많은 환자들을 구해냈으며 이로 인해 한네스 등 많은 이들의 존경을 받았다.
그리사 예거는 키 182cm에 몸무게 78kg인 건장한 성인 남성이다. 나이는 845년 기준 39세로 중년이다. 머리는 흑발이고 한지 조에와 같이 안경을 끼고있다. 안경은 벽 안에서 생활할 때부터 쓴 것으로 추정된다.

### 에르디아 복권파
그리샤 예거는 에르디아 복권파로 818년부터 845년까지 에르디아의 복권을 위해 여러 활동을 하였다. 818년부터 832년까지는 올빼미의 명령을 받고 활동했으나 832년부터 845년까지는 독자적으로 혼자서 벽 안에서 활동하였다. 올빼미는 그리샤에게 모든 동료가 죽었으니 진격의 거인 계승자로 복권파의 사명을 이으라고 명령하였다. 832년 벽 안에 들어와 약 6년 동안 벽의 왕의 거처를 찾기 위해 해맸다. 자신의 의술을 이용해 케니 아커만, 벽의 왕 등을 속이며 혼자서 6년 만에 벽 왕의 비밀 거처를 알아냈으나, 가족을 생각해 뜻을 접었다. 845년 벽이 무너진 당일 위험을 느끼고 거처에 찾아가 시조의 계승자였던 프리다 레이스를 먹고, 레이스 가문을 몰살시켜 시조의 거인을 탈환하였다. 이후 엘런 예거에게 거인을 물려줘 성공적으로 복권파의 임무를 수행했다.

## 생애

### 벽 밖
806년 1월 26일, 의사인 예거씨와 어머니 사이에서 장남으로 태어났다. 태어날 때부터 832년 낙원행을 당할 때까지 쭉 레벨리오 수용구에서 거주하였다. 817년, 11살 때 페이 예거와 같이 레벨리오 수용구 밖에 나가서 비행선을 구경하다가 군인에게 들켜 폭행당했다. 여동생 페이 예거는 끌려갔다가 돌아오지 않았고 마레측 군인들은 변명만 했다. 그럼에도 부모들은 잘하셨다는 아부만 떨었기 때문에 그리샤는 큰 충격을 받았다. 그리샤는 페이가 저 군인들한테 죽었다며 부모한테 반항하였고 마레 측에 큰 분노를 느꼈다. 818년, 아버지의 진료소를 이어받아 의사 자격증을 따고 의사로 취업하였다. 어느날 환자로 온 그라이스(팔코 그라이스의 친척이다)에게 에르디아 복권파의 소식을 듣게 되었다. 에르디아 복권파에 가담한 그리샤는 개에게 물어 뜯겨 죽은 페이 예거의 최후를 듣고 격노해 눈물을 흘리며 복수를 다짐하였다. 이후 에르디아 복권파에서 여러 활동을 하였다. 그는 고문서를 번역하여 시조 이미르는 땅을 풍족하게 만들었다고 주장하였으나, 실제로는 상당수 추측에 근거한 것이었기 때문에 주장이 확실하지 못하다. 엘디아 복권파의 수장인 올빼미가 보낸 대륙계 최후의 프리츠 왕가의 후손 다이나 프리츠와 만나 19살 때 결혼하였다. 아들인 지크 예거를 낳았다. 그러나 에르디아 복권파 업무에 치중하다보니 지크를 소외시하였고 아버지에게 지크를 언제나 맡겨두었다. 그러면서 사교댄스클럽에 간다는 핑계로 복권파 회의에 참석했다. 지크가 4살 때 그를 전사장 후보로 만들기 위해 갖가지 세뇌를 시켰다. 지크는 가혹한 군사훈련과 부모로부터의 소외에서 큰 스트레스를 받았고 7살 때 마레 당국에 아버지를 고발하였다. 그리샤는 파라디섬으로 가는 배 안에서 손가락이 모두 잘리는 고문을 받았다.
파라디 섬에서 자신의 여동생을 죽게 만든 그로스 상사와 에렌 크루거를 보고 분노한다. 그의 동료 그라이스의 원망을 들으면서 괴로워하며 다른 동료들도 그리샤의 교육 방식을 탓한다. 동료가 차례로 거인화되자 절망하고 아내 다이나 프리츠까지 거인화되자 울분을 터트린다. 그리샤 예거는 이게 재밌냐며 그로스 상사에게 반발하였고 그로스는 그리샤를 약올리며 거인에게 그를 먹이게 하려고 한다. 그러나 에렌 크루거가 에르디아 복권파 수장인 올빼미로 드러나면서 그로스 상사는 처참한 최후를 맞이하고 그리샤는 에렌 크루거에게서 진격의 거인을 계승한다. 진격의 거인을 계승받은 그리샤 예거는 진격의 거인의 힘을 이용해 벽까지 도달하였고, 조사병단의 일원이었던 키스 샤디스에 의해 발견되어 벽 안으로 들어가게 된다.

### 벽 안
그리샤 예거는 한네스와 키스 샤디스의 도움으로 풀려나와, 키스 샤디스에게 이 세상의 물정에 대해 듣는다. 그리샤 예거는 벽 안의 세계를 빈부격차는 있어도 평화롭고 거인 걱정은 안해도 된다고 판단하였다. 그러면서 조사병단을 그 누구보다도 용감하다고 칭찬하였다. 시간시나구의 한 의원에 취직하였고 832년에서 835년 사이 시간시나구에 돌림병이 돌자 치료약을 개발해 마을 전체를 구해냈다. 이때 카를라 예거를 돌림병으로부터 구해내 서로 연인사이가 되었고 결혼하였다. 835년 아들인 엘런 예거를 낳았고 844년에는 불미스러운 일을 당한 미카사 아커만을 입양딸로 받아들였다.
그리샤 예거는 최후의 엘디아 복권파로 시조의 거인의 행방을 알아내는데 주력을 가하였다. 여러해 동안 월시나를 들락거리며 몰래 문서들을 입수한 결과 월시나 북부 레이스 가문의 영지에 벽의 왕의 거처가 있다는 것을 알아냈다. 이때가 약 838년 쯤으로 추정되나 그리샤는 가족을 생각해 일단 포기하였다. 그리샤 예거는 자신의 자서전을 지하실에서 집필하였고 13년동안 쓴 결과 권수가 3권이나 되었다. 시조의 거인을 탈환하기로 마음먹은 845년, 그는 에렌 크루거에게서 받은 벽 밖에서의 사진 뒤에 '이것은 초상화가 아니라 빛에 반사된 피사체를 특수한 종이에 새긴 <사진>이라고 한다. 나는 인류가 우아하게 사는 벽 밖에서 왔다. 인류는 멸망하지 않았다'라는 글을 남겼다. 845년, 벽이 무너진 직후 월시나 북부 레이스가문 영지에 도착한 그리샤 예거는 시조의 거인 탈환을 시도하였다. 죄책감 때문에 그만둘 생각이었으나 미래의 기억의 영향을 받아 탈환을 결심하고 프리다 레이스를 먹고 시조의 거인을 계승하였다. 레이스 가문을 로드 레이스를 제외하고 몰살시킨 뒤 큰 죄책감을 느꼈다. 월로제의 대피소 뒤쪽의 야산에서 엘런 예거에게 강제로 거인화 주사를 투여하여 엘런에게 자신이 먹힘으로써 자신의 인생을 끝마쳤다.

## 대인관계
- 지크 예거와는 아들과 아빠 사이였지만 그리샤 예거의 잘못된 양육 방식 때문에 지크 예거로 하여금 아버지를 혐오하게 만들었다. 그리샤 스스로 말하기를 7살이 될 때까지 지크를 있는 그대로 존중해주지 못했다고 하며 이에 대해 크게 후회하는 모습을 보여줬다. 이로 인해 지크 예거는 7살 때 부모를 마레 당국에 고발했고 지크는 톰 크사퍼를 대신 아빠로 여기게 되었다. 121화에서 그리샤 예거가 에렌 예거의 기억을 통해 지크에게 사과해 지크와 그리샤는 뒤늦게 화해하였다.
- 에렌 예거와는 2번째 아들과 아빠 사이로 서로를 사랑한다. 그리샤 예거 본인은 이미 벽의 왕의 은신처를 알아냈음에도 복권파 사명을 중지할 정도로 자식을 사랑하는 모습을 보였다. 이를 보고 지크 예거는 2번째 아들은 제대로 사랑받았다며, 이전의 실수는 반복하지 않는다고 평가하였다. 에렌 예거는 어릴때에는 아버지를 존경한 것으로 보이나, 나중에 지크 예거에게 아버지 기억에서 실망감을 느꼈다고 말했다. 시조 탈환을 망설이는 것에 대해 약간 실망한 것으로 보인다. 에렌 예거가 진격의 힘을 이용해 본인의 기억 중 아주 일부만을 보여주며 과거를 조작해왔기 때문에 그리샤가 나중에 에렌을 크게 원망하기도 하였으나, 아직 이에 대해 정확히 밝혀진 것은 없다.
- 아르민 아를레르트는 아는 사이이다. 아르민이 어릴적 동네 양아치들에게 자주 폭행을 당하였기 때문에 그리샤의 병원에 자주 갔으며, 그곳에서 치료를 받으며 면식이 생긴것으로 보인다. 아르민도 나중에 그리샤 예거의 시조의 거인 탈환 때 <예거 박사님이 아무 생각도 없이 그런 짓을 저지를 리가 없다>라는 발언을 통해 간접적으로 그리샤를 존경하고 있음을 밝혔다.
- 미카사 아커만과는 입양가족 사이이다.며칠마다 미카사의 집에 찾아와서 진료해주고했다.미카사의 부모님이 납치범들에 의해 사망하자 충격을 받은 미카사에게 "미카사,우리 집에서 같이 살자.괴로운 일이 잔뜩 있었어.넌 충분한 휴양이 필요해."라며 미카사를 입양딸로 삼는다.

이 외에 벽의 왕(즉 우리 레이스와 로드 레이스의 아버지)은 병을 진료해준 것으로 보아 아는사이인 것으로 보이고 왕의 경호원인 케니 아커만과도 일면식이 있다. 톰 크사퍼와는 지인 사이이고 올빼미는 상관과 부하 사이이다. 한네스와 키스 샤디스는 벽 안으로 들어왔을 때 도움을 주었기 때문에 둘과는 친구 사이이다.

## 기타
그리샤 예거는 1권부터 12권까지 모든 단행본에서 주요 등장인물로 등장하였다. 실제 등장한것은 1화 뿐으로, 그마저도 몇 컷 되지 않게 나왔음에도 등장인물로 나왔기 때문에 일부 독자들은 그가 중대한 비밀을 가지고 있는 것이 아니냐는 추측을 하였다. 그리고 21권에서 그 추측이 정확하게 맞아 떨어지게 된다.